# Charles-Julien Brianchon

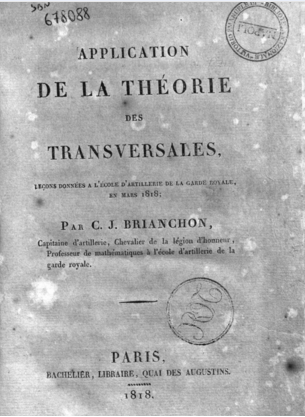
Trang nhất của Théorie des Transversales (1818) của Charles-Julien Brianchon (1783-1864)

Charles-Julien Brianchon (19 tháng 12 năm 1783, Sèvres, Pháp - 29 tháng 4 năm 1864, Versailles), là nhà toán học người Pháp, người đã suy ra một định lý hình học (nay được gọi là định lý Brianchon) hữu ích trong việc nghiên cứu các tính chất của phần hình nón (hình tròn, hình elip, parabol và hypebol) và là người đã sáng tạo trong việc áp dụng nguyên tắc đối ngẫu vào hình học.

## Sự nghiệp
Năm 1804 Brianchon vào École Polytechnique ở Paris, nơi ông trở thành học trò của nhà toán học nổi tiếng người Pháp Gaspard Monge. Khi vẫn còn là sinh viên, ông đã xuất bản bài báo đầu tiên của mình, "Mémoire sur les surface Courbes du second degré" (1806; "Hồi ký về các bề mặt cong của bằng thứ hai"), trong đó ông nhận ra bản chất xạ ảnh của một định lý của Blaise Pascal, và sau đó tuyên bố định lý nổi tiếng của riêng mình: Nếu một lục giác đều ngoại tiếp một hình nón (tất cả các cạnh của hình nón), thì các đường nối các đỉnh đối diện của hình lục giác đó sẽ gặp nhau tại một điểm duy nhất. Định lý là đối ngẫu của Pascal vì phát biểu và chứng minh của nó có thể thu được bằng cách thay thế một cách có hệ thống các số hạng điểm bằng đường thẳng và thẳng hàng với đồng thời.
Brianchon tốt nghiệp hạng nhất vào năm 1808 và gia nhập quân đội của Napoléon với tư cách là trung úy pháo binh. Mặc dù lòng can đảm và khả năng của anh ấy đã giúp anh ấy nổi bật trong lĩnh vực này, đặc biệt là trong Chiến tranh Bán đảo, nhưng sự khắc nghiệt của công việc phục vụ thực địa đã ảnh hưởng đến sức khỏe của anh ấy. Năm 1818, ông đạt được học vị giáo sư tại Trường Pháo binh của Lực lượng Bảo vệ Hoàng gia ở Vincennes, nơi công việc toán học của ông dần bị thay thế bởi các sở thích khác.